# Hjulatorps hällristning
Hjulatorps hällristning ligger norr om Hjulatorp i Bergs socken i Växjö kommun, vid markvägen från Hjulatorp Norregård mot Bergssjön. Hällristningen är troligen från äldre bronsåldern (1800–650 före Kristus). Hällristningar är ovanliga i Småland och denna var den första som 1909 upptecknades.
Hällristningarna ligger inom ett område på 3,7 x 1 meter på en avsats av gnejs, som är fem meter lång och två meter bred och ligger 185 meter över havet. Där finns bland annat tio koncentriska ringar, två skosulor, fyra fyrekrade hjul, ett antal skålgropar, ett granliknande träd och en människoliknande figur.